# برتالان ماندزک
برتالان ماندزک (انگلیسی: Bertalan Mandzák؛ زادهٔ ۲۱ ژوئیهٔ ۱۹۵۷) وزنه‌بردار اهل مجارستان بود.